# Circondario del Reno-Palatinato
Il circondario del Reno-Palatinato (in tedesco Rhein-Pfalz-Kreis, targa RP) è un circondario (Landkreis) della Renania-Palatinato, in Germania.

Comprende 1 città e 24 comuni.

La sede amministrativa si trova nella città extracircondariale di Ludwigshafen am Rhein. Il centro maggiore è Schifferstadt.

## Geografia antropica
Tra parentesi gli abitanti al 31 dicembre 2021, il capoluogo della comunità amministrativa è contrassegnato da un asterisco.

### Città e comuni indipendenti
- Schifferstadt, città (20 403)
- Bobenheim-Roxheim (10 075)
- Böhl-Iggelheim (10 433)
- Limburgerhof (11 578)
- Mutterstadt (13 036)

### Comunità amministrative (Verbandsgemeinde)
- Verbandsgemeinde Dannstadt-Schauernheim, con i comuni:

1. Dannstadt-Schauernheim (7 455)
2. Hochdorf-Assenheim (3 269)
3. Rödersheim-Gronau (2 925)

- Verbandsgemeinde Lambsheim-Heßheim, con i comuni:

1. Beindersheim (3 332)
2. Großniedesheim (1 351)
3. Heßheim (3 137)
4. Heuchelheim bei Frankenthal (1 260)
5. Kleinniedesheim (918)
6. Lambsheim (7 072)

- Verbandsgemeinde Maxdorf, con i comuni:

1. Birkenheide (3 118)
2. Fußgönheim (2 585)
3. Maxdorf (7 177)

- Verbandsgemeinde Rheinauen, con i comuni:

1. Altrip (7 692)
2. Neuhofen (7 208)
3. Otterstadt (3 429)
4. Waldsee * (5 916)

- Verbandsgemeinde Römerberg-Dudenhofen, con i comuni

1. Dudenhofen * (6 029)
2. Hanhofen (2 612)
3. Harthausen (3 175)
4. Römerberg (9 865)